# 앤디 벨 (1970년)
앤디 벨(Andrew Piran Bell, 1970년 8월 11일 ~ )은 영국의 음악가이다. 90년대에는 영국 밴드 라이드와 허리케인 넘버원의 기타리스트 겸 송라이터로 활동했다. 1999년에는 멤버교체가 이루어진 영국 밴드 오아시스에 송라이터 겸 베이시스트로서 가입하였다. 오아시스의 라이브 무대에서는 주로 베이스를 연주하지만 앨범 녹음시에는 기타, 키보드를 연주하기도 했다. 리암 갤러거의 새 밴드인 비디 아이의 기타리스트로서, 오아시스의 전 멤버인 리암 갤러거, 겜 아처, 크리스 샤록과 함께 첫 번째 앨범 《Different Gear, Still Speeding》을 발매했으며, 그 중 네 곡의 작곡을 맡았다. 현재는 라이드의 보컬, 리드 기타, 키보드를 맡고 있다.